# Sabicea globifera
Sabicea globifera är en måreväxtart som beskrevs av John Hutchinson och John McEwan Dalziel. Sabicea globifera ingår i släktet Sabicea och familjen måreväxter.
Artens utbredningsområde är Sierra Leone. Inga underarter finns listade i Catalogue of Life.